# Sijunjung (plaats)
Sijunjung is een bestuurslaag in het regentschap Sijunjung van de provincie West-Sumatra, Indonesië. Sijunjung telt 9591 inwoners (volkstelling 2010).